# Gonocephalus robinsonii
Gonocephalus robinsonii är en ödleart som beskrevs av  George Albert Boulenger 1908. Gonocephalus robinsonii ingår i släktet Gonocephalus och familjen agamer. Inga underarter finns listade i Catalogue of Life.